# جاكوب براون هاريس
جاكوب براون هاريس (بالإنجليزية: Jacob Brown Harris)‏ هو محامي وسياسي أمريكي، ولد في 24 يناير 1830، وتوفي في 6 فبراير 1875.
1. ↑   https://archive.org/details/manualforuseofge1863mass/page/218/mode/2up. {{استشهاد ويب}}: |url= بحاجة لعنوان (مساعدة) والوسيط |title= غير موجود أو فارغ (من ويكي بيانات) (مساعدة)